# ルイザ・グロス・ホロウィッツ賞
ルイザ・グロス・ホロウィッツ賞（ルイザ・グロス・ホロウィッツしょう、英語: Louisa Gross Horwitz Prize）は、コロンビア大学によって、生物学や生化学の分野の基礎研究において、顕著な貢献を行った研究者または研究者グループに毎年与えられる賞である。
S・グロス・ホロウィッツの遺産によって1967年に創設された。名前はホロウィッツの母親にちなむ。これまでの受賞者総数117名（2024年10月現在）のうち、55名（約47%）が後にノーベル生理学・医学賞またはノーベル化学賞を受賞（生理学・医学賞44名、化学賞11名）し、ノーベル賞の一つの有力な先行指標とされている。

## 受賞者
- 1967年 - ルイ・ルロワール
- 1968年 - ハー・ゴビンド・コラナ、マーシャル・ニーレンバーグ
- 1969年 - マックス・デルブリュック、サルバドール・エドワード・ルリア
- 1970年 - アルベルト・クラウデ、ジョージ・エミール・パラーデ、キース・R・ポーター（英語版）
- 1971年 - ヒュー・E・ハクスリー（英語版）
- 1972年 - ステファン・クフラー（英語版）
- 1973年 - レナート・ドゥルベッコ、ハリー・イーグル（英語版）、セオドア・パック（英語版）
- 1974年 - ボリス・エフュリュシ（英語版）
- 1975年 - スネ・ベリストローム、ベンクト・サミュエルソン
- 1976年 - シーモア・ベンザー、チャールズ・ヤノフスキー
- 1977年 - マイケル・ハイデルベルガー（英語版）、エルヴィン・カバット（英語版）、ヘンリー・クンケル（英語版）
- 1978年 - デイヴィッド・ヒューベル、ヴァーノン・マウントキャスル、トルステン・ウィーセル
- 1979年 - ウォルター・ギルバート、フレデリック・サンガー
- 1980年 - セーサル・ミルスタイン
- 1981年 - アーロン・クルーグ
- 1982年 - バーバラ・マクリントック、利根川進
- 1983年 - スタンリー・コーエン、en:Viktor Hamburger、リータ・レーヴィ＝モンタルチーニ
- 1984年 - マイケル・ブラウン、ヨセフ・ゴールドスタイン
- 1985年 - ドナルド・D・ブラウン（英語版）、マーク・プタシュネ
- 1986年 - エルヴィン・ネーアー、ベルト・ザクマン
- 1987年 - ギュンター・ブローベル
- 1988年 - トーマス・チェック、フィリップ・シャープ
- 1989年 - アルフレッド・ギルマン、エドヴィン・クレープス
- 1990年 - en:Stephen C. Harrison、en:Michael G. Rossmann、en:Don C. Wiley
- 1991年 - リヒャルト・エルンスト、クルト・ヴュートリッヒ
- 1992年 - クリスティアーネ・ニュスライン＝フォルハルト、エドワード・ルイス
- 1993年 - en:Nicole Le Douarin、ドナルド・メトカーフ
- 1994年 - フィリッパ・マラック、en:John W. Kappler
- 1995年 - リーランド・ハートウェル
- 1996年 - Clay M. Armstrong、en:Bertil Hille
- 1997年 - スタンリー・B・プルジナー
- 1998年 - アーノルド・J・レビン、バート・フォーゲルシュタイン
- 1999年 - ピエール・シャンボン、ロバート・ローダー、en:Robert Tjian
- 2000年 - ロバート・ホロビッツ、en:Stanley J. Korsmeyer
- 2001年 - アブラム・ハーシュコ、アレクサンダー・バーシャフスキー
- 2002年 - ジェームズ・ロスマン、ランディ・シェクマン
- 2003年 - ロデリック・マキノン
- 2004年 - トニー・ハンター、アンソニー・ポーソン
- 2005年 - アダ・ヨナス
- 2006年 - ロジャー・コーンバーグ
- 2007年 - en:Joseph G. Gall、エリザベス・H・ブラックバーン、キャロル・W・グライダー
- 2008年 - フランツ＝ウルリッヒ・ハートル、アーサー・ホーウィッチ（英語版）
  - 名誉ホロウィッツ賞 - ロザリンド・フランクリン
- 2009年 - ヴィクター・アンブロス、ゲイリー・ラヴカン
- 2010年 - Thomas J. Kelly、en:Bruce William Stillman
- 2011年 - ジェフリー・ホール、マイケル・ロスバッシュ、マイケル・ヤング
- 2012年 - en:Joe Lutkenhaus、en:Richard Losick、ルーシー・シャピロ
- 2013年 - ジョン・オキーフ、エドバルド・モーセル、マイブリット・モーセル
- 2014年 - ジェームズ・P・アリソン
- 2015年 - S・ローレンス・ジプルスキー
- 2016年 - ハワード・シダー、en:Gary Felsenfeld、en:Aharon Razin
- 2017年 - ジェフリー・ゴードン
- 2018年 - ピエール・シャンボン（2回目）、ロナルド・エヴァンス、バート・オマリー（英語版）
- 2019年 - ルイス・カントレー、デイヴィッド・M・サバティーニ、Peter K. Vogt
- 2020年 - Robert Fettiplace、ジェームズ・ハズペス、Christine Petit
- 2021年 - カリコー・カタリン、ドリュー・ワイスマン
- 2022年 - カール・ダイセロス、ペーター・ヘーゲマン、ゲロ・ミーゼンベック（英語版）
- 2023年 - 陳志堅、de:Glen Barber
- 2024年 - スコット・エマー、Wesley I. Sundquist